# مقال عن عدم المساواة بين الأجناس البشرية

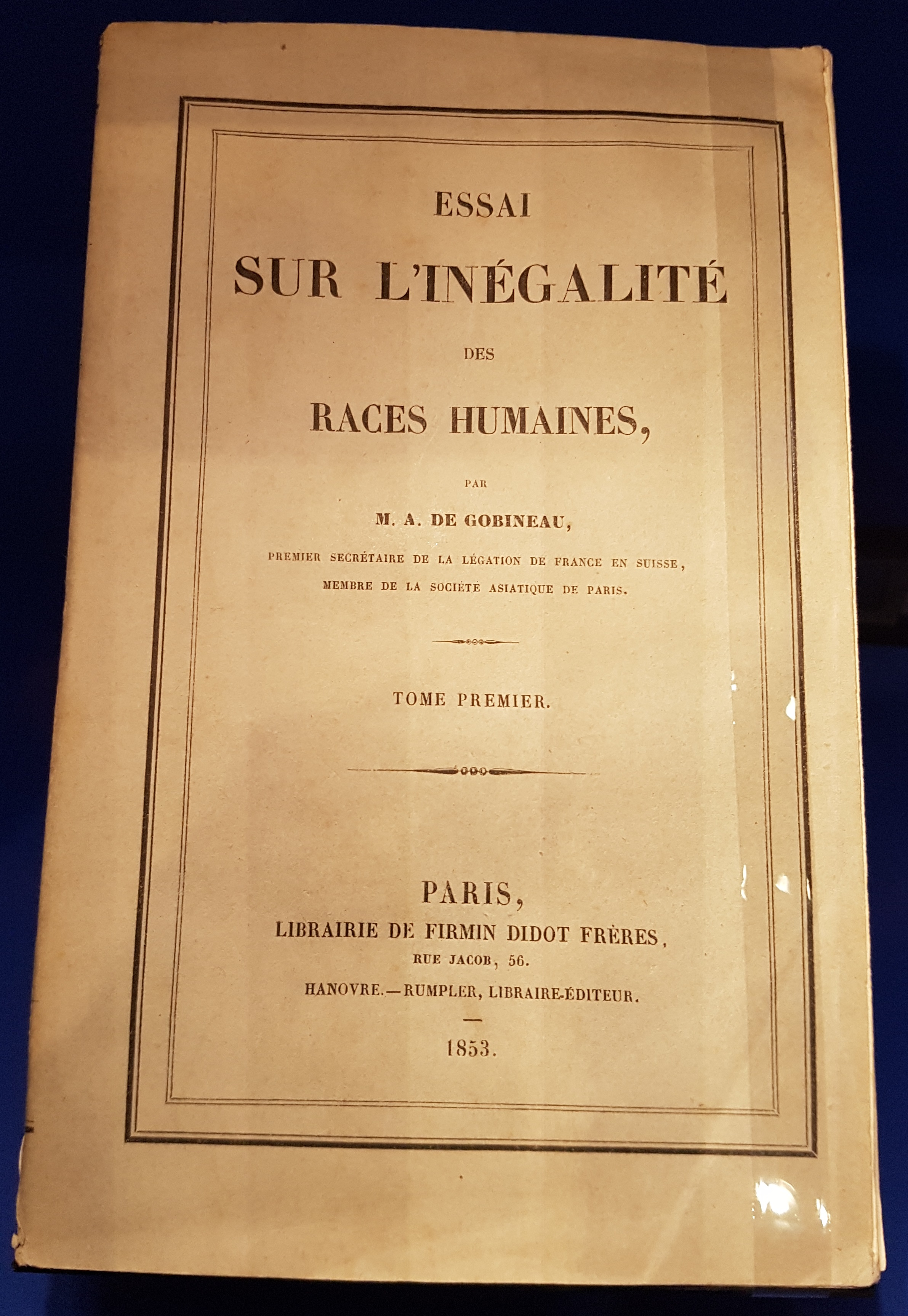
غلاف الإصدار الأصلي

مقال عن عدم المساواة بين الأجناس البشرية Essai sur l'inégalité des races humaines (مقال عن عدم المساواة بين الأجناس البشرية، 1853-1855) هو عمل سيئ السمعة للكاتب الفرنسي آرثر دو غوبينو، الذي يزعم أن هناك اختلافات بين الأعراق البشرية، وأن الحضارات تتناقص والسقوط عندما يتم خلط الأجناس وأن العرق الأبيض متفوق. تعتبر اليوم واحدة من أقدم الأمثلة على العنصرية العلمية.
توسع فيها هنري دي بولانفلييه استخدام 'من وصف الأعراق البشرية للدفاع عن النظام القديم ضد مطالب الطبقة الثالثة، والتي تهدف غوبينو لنظام توضيحي العالمي في نطاق: وهي أن السباق هو القوة الأساسية تحديد الأحداث العالمية. باستخدام تخصصات علمية متنوعة مثل اللسانيات والأنثروبولوجيا، يقسم جوبينو الجنس البشري إلى ثلاث مجموعات رئيسية، بيضاء، صفراء وأسود، مدعيا أنه يثبت أن «التاريخ لا ينبع إلا من ملامسة الأجناس البيضاء». من بين الأجناس البيضاء، يميز بين الجنس الآري باعتباره قمة التنمية البشرية، التي تضم أساس كل الأرستقراطيات الأوروبية. ومع ذلك، فإن التضليل الحتمي أدى إلى «سقوط الحضارات».

## خلفية
كان جوبينو شرعيًا يائسًا من انحدار فرنسا إلى الحكم الجمهوري والمركزية. كتب الكتاب بعد ثورة 1848 عندما بدأ جوبينو في دراسة أعمال كزافييه بيشات ويوهان فريدريش بلومنباخ.
تم تخصيص الكتاب للملك جورج الخامس من هانوفر (1851-1866)، آخر ملوك هانوفر. في تفانيه، يكتب جوبينو أنه يقدم إلى جلالة الملك ثمار تكهناته ودراساته في الأسباب الخفية "للثورات، والحروب الدموية، وانعدام القانون للعصر.
في رسالة إلى الكونت أنتون فون بروكيش أوستن في عام 1856، وصف الكتاب بأنه مبني على «كراهية للديمقراطية وسلاحها، الثورة، التي رايتها عن طريق إظهار، بعدة طرق، من أين تأتي الثورة والديمقراطية من حيث هم ذاهبون.» 